# Henryk Zieliński (zootechnik)
Henryk Zieliński (ur. 22 listopada 1959) – polski profesor nauk rolniczych, specjalizuje się w zagadnieniach z zakresu biochemii oraz chemii i technologii żywności, pracownik Instytutu Rozrodu Zwierząt i Badań Żywności PAN.

## Życiorys
Doktoryzował się w 1996 roku na Wydziale Zootechnicznym Akademii Rolniczo-Technicznej im. Michała Oczapowskiego w Olsztynie na podstawie pracy zatytułowanej „Wpływ zwiększonej koncentracji ozonu w powietrzu na wybrane wskaźniki biochemiczne, hematologiczne i immunologiczne u szczurów w warunkach podawania w paszy zróżnicowanych dawek witaminy E i C”. Habilitację uzyskał w Instytucie Rozrodu Zwierząt i Badań Żywności PAN w 2004 roku na podstawie rozprawy pt. „Niskocząsteczkowe przeciwutleniacze zbóż”. Tytuł profesora nauk rolniczych nadano mu w 2011 roku.

## Nagrody i wyróżnienia
- Brązowy Krzyż Zasługi (1993),
- Dyplom Uznania Wydziału Nauk Rolniczych, Leśnych i Weterynaryjnych Polskiej Akademii Nauk za prace badawcze (2008),
- Złoty Krzyż Zasługi (2013)[2],
- Nagroda Naukowa Marszałka Województwa Warmińsko-Mazurskiego za prace badawcze (2020),
- Wyróżnienie – Honorowy Obywatel Miasta Jabłonowa Pomorskiego (2022)[3],
- Statuetka Świętego Jakuba w kategorii “Nauka” (2022)[4]